# Барабашов Микола Павлович
Мико́ла Па́влович Барабашо́в (нар. 18 (30) березня 1894, Харків — 29 квітня 1971, Харків) — український астроном, професор (1927), доктор фізико-математичних наук (1936), академік АН УРСР, ректор Харківського державного університету (1943—1945). Герой Соціалістичної Праці (13.03.1969). Депутат Верховної Ради СРСР 4—5-го скликань (1954—1962).

## Життєпис

Дошка на будинку, де мешкав Барабашов

Батько, Павло Миколайович Барабашов, професор медицини Харківського університету, один з учасників російсько-турецької війни за звільнення Болгарії,  в Харкові був відомою людиною. Окуліст за фахом, він поступає на роботу в знамениту клініку Л. Л. Гіршмана, успішно трудиться в ній (ним був розроблений новий спосіб лікування рогівки), а згодом завідує цією клінікою. Мати Миколи, Валентина Василівна, закінчила консерваторію по класу рояля. Микола виріс музично освіченою людиною, сам грав на скрипці.
Батько, Павло Миколайович, бував за кордоном, переймаючи досвід найкращих клінік. У одну з поїздок до Парижа він узяв сина. За декілька кілометрів від Парижа, в містечку Жювізі, знаходилася обсерваторія Фламмаріона. Тут і зустрівся Микола з видатним астрономом. На завершення бесіди Фламмаріон подарував йому свою книгу з дарчим написом: «Моєму новому колезі М. Барабашову від співгромадянина неба. К. Фламмаріон».
Першу астрономічну статтю написав і опублікував у 15-річному віці.
У 1912, після закінчення зі срібною медаллю Першої Харківської гімназії, став студентом фізико-математичного факультету Юр'ївського (зараз Тартуського університету), бо обсерваторія при ньому була оснащена приладами й інструментами краще, ніж в Харкові. Але хвороба на сухоти перервала навчання, батько возив хворого сина лікуватися в Санремо. Розпочалася Перша світова війна, і одним з останніх транспортів Барабашови змогли повернутися додому. Юнак змушений був перевестися в 1914 році на фізико-математичний факультет Харківського університету. Саме тоді виходять його перші наукові праці в журналах французького астрономічного товариства «Астрономія» та в «Известиях Русского общества любителей мироведения», присвячені дослідженням Сонця, Місяця та інших небесних тіл. Вчителями Миколи Барабашова були вчені зі світовими іменами: Людвіг Струве, Микола Євдокимов, Дмитро Сінцов, Борис Герасимович та Василь Фесенков. Закінчив Харківський університет (1919) і був залишений при кафедрі астрономії для підготовки до професорського звання.
В часи Української революції, Барабашов не тільки готувався до отримання професорського звання на кафедрі астрономії, але і працював вчителем в школі, пізніше був зарахований до штату обсерваторії. У 1922 році отримав посаду астронома-спостерігача. Протягом 1925—1926 років Микола Барабашов — завідувач астрономічного відділу у Всеукраїнському музеї імені Артема, а протягом 1929—1933 років — завідувач фотометричного відділу Харківської палати мір і вимірних приладів.
З 1930 року — директор Астрономічної обсерваторії Харківського університету, з 1933-го — завідувач кафедри астрономії, професор Харківського університету (у 1943—1945 роках — ректор).
У 1936 році без захисту дисертації, а за сукупністю праць здобув науковий ступінь доктора фізико-математичних наук.

### Праці
Наукові праці присвячені вивченню фотометричних властивостей поверхонь Місяця, Марса, атмосфер Венери та Юпітера. Працював у галузі астрофізики: проводив дослідження фізичних умов на Місяці та інших планетах. Зокрема, у 1918 році встановив, що поверхня Місяця складається вулканічними породами базальтового типу з великою пористістю (що було підтверджене при безпосередньому вивченні Місяця космічними апаратами). У 1920—1926 роках — на 270-міліметровому рефлекторі з використанням світлофільтрів провів візуальні спостереження Марса, на підставі яких була складена карта поверхні планети. З 1930-х років став застосовувати методи фотографічної фотометрії при вивченні планет і Місяця. У 1933 і 1939 роках виконав обширну фотографічну фотометрію поверхні Марса в різних променях, що дозволило йому визначити її оптичні характеристики (альбедо, колір різних утворень, особливості віддзеркалення тощо). У 1932 році виявив «квазідзеркальний» характер віддзеркалення світла від видимої поверхні Венери. Встановив, що оптична товщина шару атмосфери Юпітера над хмарним покривом невелика, а світлі та темні смуги лежать приблизно на одній і тій же висоті. Того ж року прийшов до висновку, що речовина внутрішнього кільця Сатурна тягнеться до самої поверхні планети. Сконструював (спільно з Н. Р. Пономарьовим) перший в країні спектрогеліоскоп, який зіграв чималу роль в розвитку Служби Сонця в СРСР.
Автор близько 600 наукових праць, а також книг «Дослідження фізичних умов на Місяці та планетах» (1952), «Природа небесних тіл і їхні спостереження» (1969). Один з авторів і редактор першого «Атласу зворотної сторони Місяця» (1960), який складений по фотографіях, отриманих автоматичною міжпланетною станцією «Луна-3».

### Громадська робота
Проводив велику педагогічну і громадську роботу. Один із засновників товариства «Знання» у Харкові. Понад 15 років очолював Комісію з фізики планет Астрономічної ради АН СРСР, член Міжнародної астрономічної спілки. У квітні 1957 року відкрив Харківський планетарій.
Член ВКП(б) з 1940 року. Заслужений діяч науки УРСР (1941), Герой Соціалістичної Праці (1969). Нагороджений 4-ма орденами Леніна, орденом Трудового Червоного Прапора.

## Пам'ять

Бюст Барабашова і карта Марса з відміченим на ній кратером Барабашов в Харківській обсерваторії

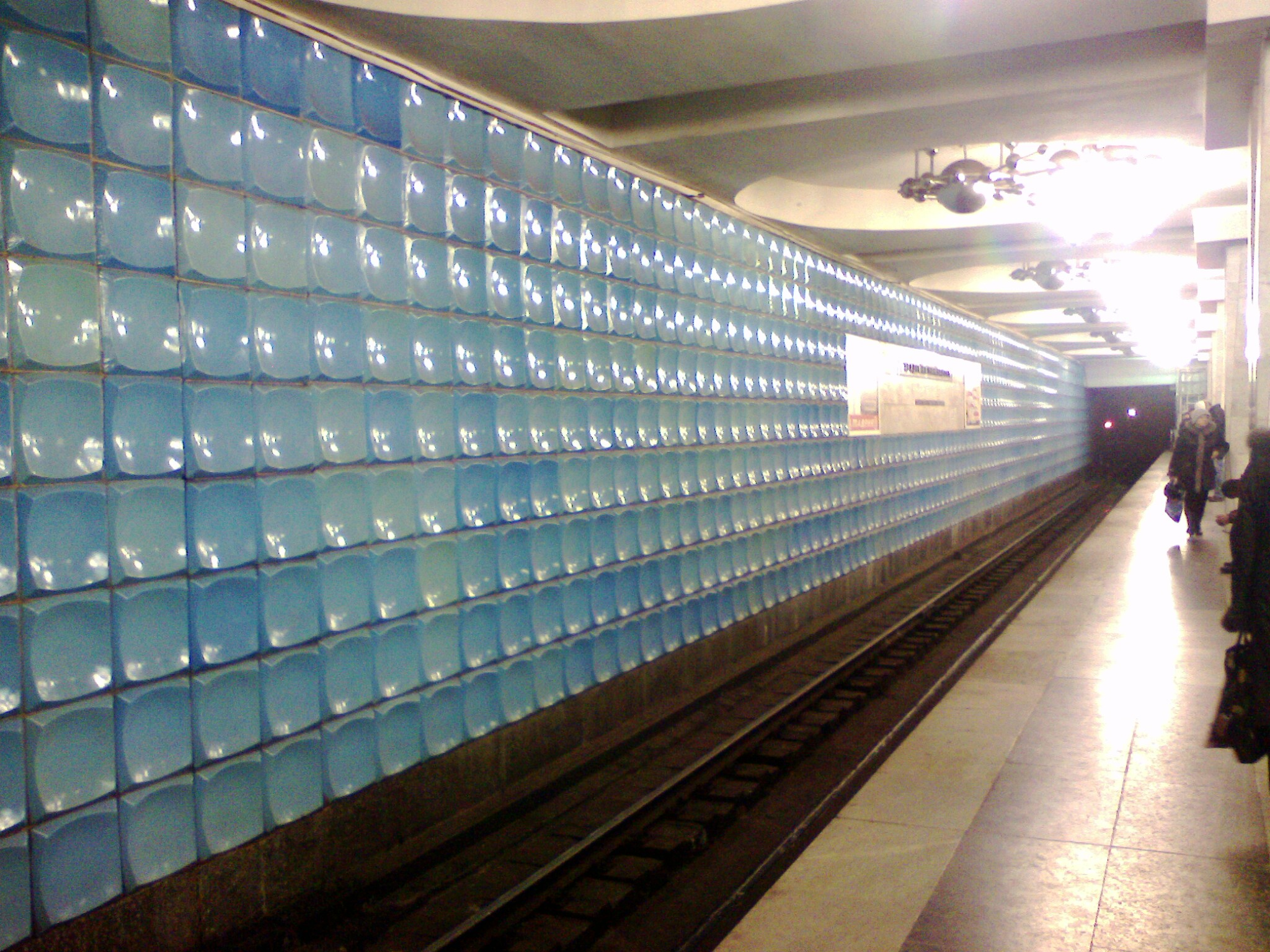
Станція Харківського метрополітену «Академіка Барабашова»

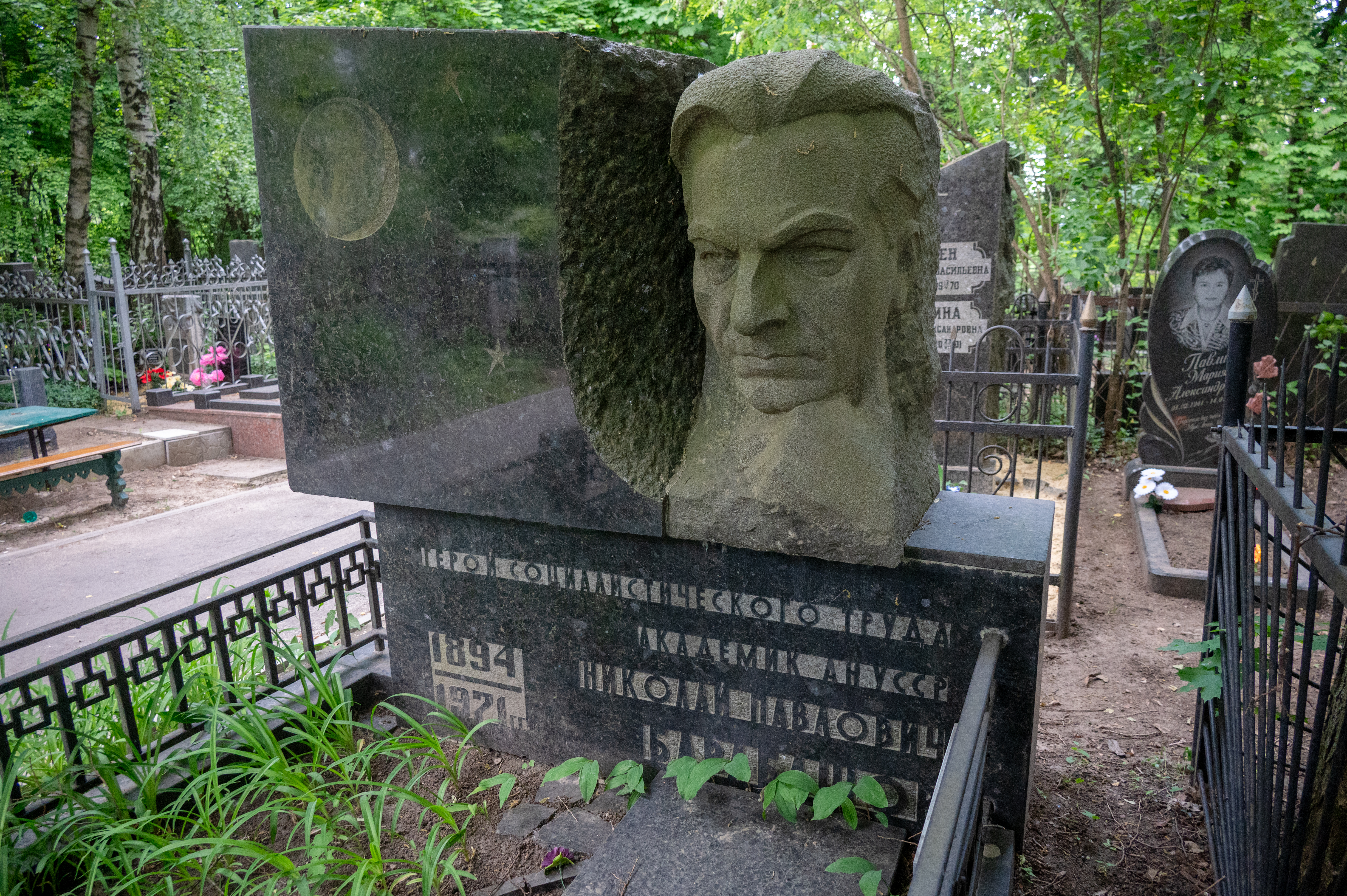
Могила Миколи Барабашова

Іменем Барабашова названо малу планету 2883 Барабашов та кратер на Марсі.
1992 року НАН України запровадила премію імені М.П. Барабашова.
На честь Барабашова названа станція «Академіка Барабашова» Харківського метрополітену, а по станції названий найбільший в Україні та Східній Європі ринок Барабашова. Також на його честь був названий сорт тюльпанів «Академік Барабашов» та вулиця у Харкові.
У місті Люботин вулицю Ціолковського перейменували на вулицю Академіка Барабашова.

## Публікації
- Фотографічна фотометрія Юпітерового диска, «Публікації Харківської астрономічної обсерваторії», 1931, № 3.
- Про наслідки оброблення Юпітерових фотограм, там само, 1933, № 4.
- Об изменениях на поверхности Юпитера, «Астрономич. журнал», 1941, т. 18, № 7.
- Фотографическая фотометрия Марса в красных в синих лучах, там же, 1940, т. 17, вып. 5 (совм. с И. Тимошенко).
- Об атмосфере и поверхности Марса, там же, 1946, т. 23, вып. 6.
- Об изменении цвета «морей» Марса, там же, 1947, т. 24, вып. 3.
- Фотометрия светлых и темных зон Юпитера, «Публикации Астрономич. обсерватории Харьковского гос. ун-та», 1948, т. 8.
- Исследование физических условий на Луне и планетах. — Харьков. 1952.
- Результаты фотометрических исследований Луны и планет на Астрономической обсерватории Харьковского университета. — Харьков. 1957.